# Le Mesnil-Jourdain
Le Mesnil-Jourdain é uma comuna francesa na região administrativa da Normandia, no departamento de Eure. Estende-se por uma área de 10,42 km². Em 2010 a comuna tinha 246 habitantes (densidade: 23,6 hab./km²).